# لوکومیر
لوکومیر (بوسنیایی: Lukomir) یک منطقهٔ مسکونی در بوسنی و هرزگوین است که در کونییتس واقع شده‌است. لوکومیر ۱٬۴۹۵ متر بالاتر از سطح دریا واقع شده‌است.